# Саміти країн Латинської Америки, Карибського басейну та Європейського Союзу
Саміти Європейського Союзу, Латинської Америки та Карибського басейну (ЄС–ЛАК) — це зустрічі глав держав і урядів країн Латинської Америки, Карибського басейну та Європейського Союзу, що проводилися раз на два роки. На першому саміті ЄС-ЛАК, який відбувся в Ріо-де-Жанейро з 28 по 29 червня 1999 року, країни-учасниці домовилися розвивати стратегічне партнерство, зосереджене на зміцненні демократії, верховенства права, міжнародного миру та політичної стабільності. Друга зустріч відбулася в Мадриді в 2002 році, третя в Гвадалахарі в 2004 році, четверта у Відні в 2006 році і п'ята в Лімі в середині травня 2008 року. Основними темами, які обговорювалися на саміті в Лімі, були вільна торгівля, ціни на продукти харчування, якими лідери були «глибоке занепокоєння», а також бідність, а також сталий розвиток. Результати заходу були досить невтішними, оскільки було досягнуто дуже мало. Наступний раунд переговорів відбувся в Брюсселі в червні 2008 року. Шостий саміт відбувся в Мадриді в 2010 році. На цьому саміті глави держав Латинської Америки, Карибського басейну та країн Європейського Союзу вирішили створити Фонд ЄС-ЛАК як інструмент зміцнення дворегіонального партнерства.

## Саміти
Саміти ЄС-ЛАК
- 1-й саміт: 1999 р. в Ріо-де-Жанейро[4]
- 2-й саміт: 2002 р. в Мадриді[4]
- 3-й саміт: 2004 р. в Гвадалахарі[4]
- 4-й саміт: 2006 р. у Відні[4]
- 5-й саміт: 2008 р. в Лімі[4]
- 6-й саміт: 2010 р. в Мадриді[4]

Саміти ЄС-CELAC
- 1-й саміт: 2013 у Сантьяго[5]
- 2-й саміт: 2015 у Брюсселі[5]